# کرایسلر نیوپورت
کرایسلر نیوپورت (Chrysler Newport) نام یک اتومبیل ساخت شرکت کرایسلر است که در سال‌های ۱۹۴۰ تا ۱۹۴۱ و ۱۹۴۹ تا ۱۹۸۱ تولید شد.
این خودرو در کلاس خودرو سایز بزرگ قرار گرفته، طراحی آن خودروهای موتور جلو-محور عقب بوده‌است.